# Target: Renegade
Target: Renegade es un videojuego de lucha o beat 'em up lanzado en 1988 por la desarrolladora de videojuegos, Ocean Software bajo su sello Imagine y distribuido por Taito. Fue además la secuela de Renegade y sucedido por Renegade III: The Final Chapter. En la mayoría de los formatos, el juego es apto para uno o dos jugadores.
El juego consta de cinco niveles, aunque los detalles de enemigos y armas varían de una versión a otra (la versión de NES, en particular, es más como Double Dragon que las versiones de equipos domésticos). Las versiones de NES y C64 del juego no tienen un modo cooperativo para dos jugadores. 

## Argumento
La trama principal del juego se ocupa de las aventuras de un streetfighter (o un par de streetfighters idénticos) conocidos sólo como "Renegade", que buscan la venganza contra un capo del crimen local llamado "Mr.Big" por el asesinato de su hermano Matt. El personaje del jugador varía, dependiendo del formato, pero por lo general se representa con el torso al descubierto, o bien con un chaleco de cuero y pantalones vaqueros.

## Curiosidades
En la versión para Famicom, a veces conocida como Double Dragon IV, esto debido a la piratería, se podía recargar la barra de energía vital infinitas veces con solo presionar "Start", luego "Select" y finalmente "Start".

## Recepción
La versión de ZX Spectrum fue votado como el número 13 en el Top 100 de los mejores juegos de todos los tiempos.